# Vincent Vrijsen
Vincent Vrijsen (Hechtel, 15 juli 1989) is een Belgische atleet, die gespecialiseerd is in de 400 m en het hoogspringen.

## Biografie
Vrijsen stond meermaals op het podium van het hoogspringen bij de Belgische kampioenschappen. In mei 2019 werd hij Vlaams kampioen 400 m outdoor.
Vrijsen is aangesloten bij Atletiek Vereniging Toekomst (AVT).

## Persoonlijke records
Outdoor
| Onderdeel    | Prestatie | Datum         | Plaats  |
| ------------ | --------- | ------------- | ------- |
| 400 m        | 47,80 s   | 12 mei 2013   | Lokeren |
| hoogspringen | 2,15 m    | 23 april 2011 | Hechtel |

Indoor
| Onderdeel    | Prestatie | Datum          | Plaats |
| ------------ | --------- | -------------- | ------ |
| hoogspringen | 2,10 m    | 7 januari 2012 | Gent   |

## Palmares
hoogspringen
- 2008:  BK indoor AC – 2,04 m
- 2011:  BK AC – 2,07 m
- 2012:  BK indoor AC – 2,07 m
- 2013:  BK indoor AC – 2,01 m